# Alfred Stevens

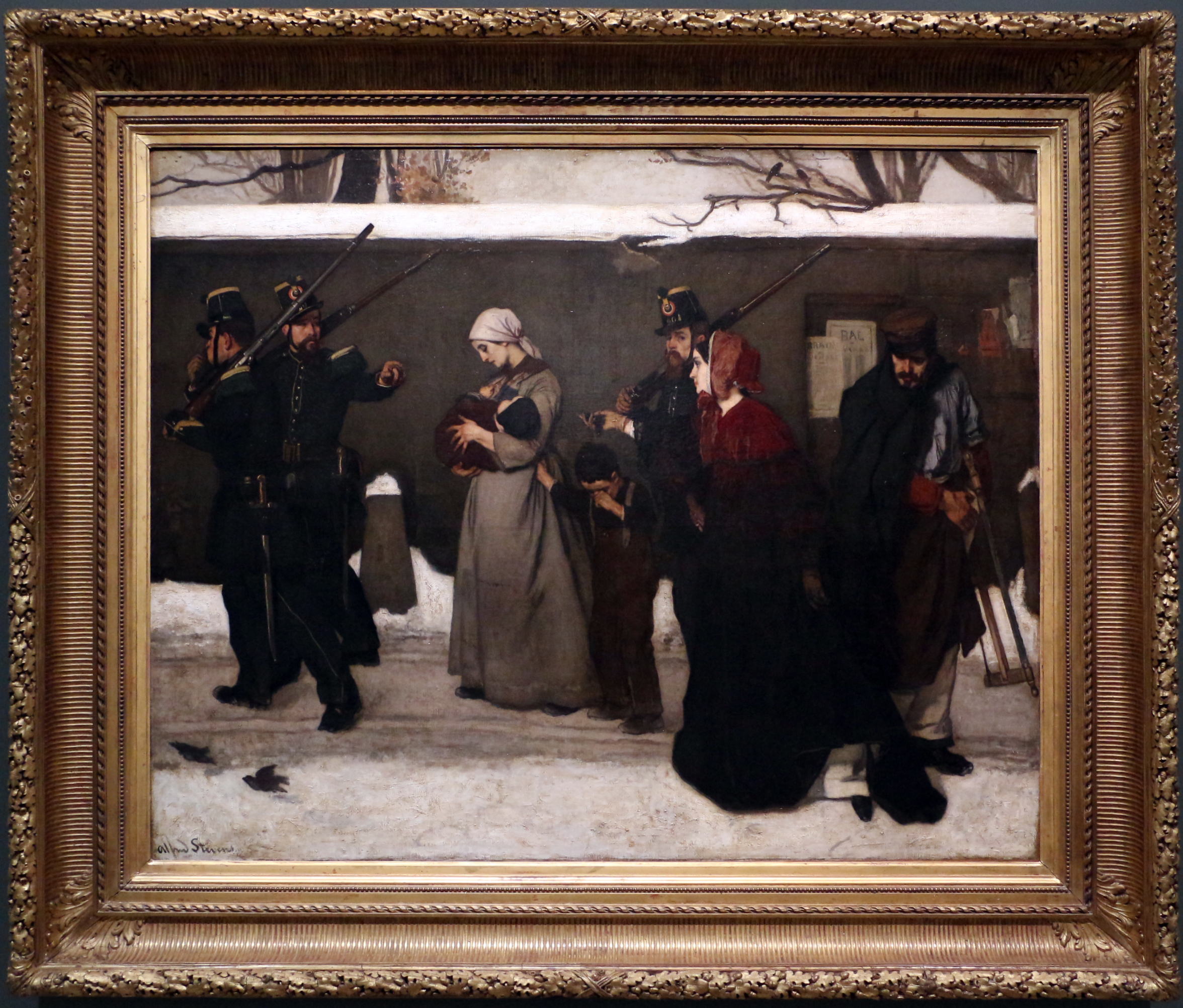
Ce qu'on appelle le vagabondage (Les chasseurs de Vincennes) (1854) in het Musée d'Orsay

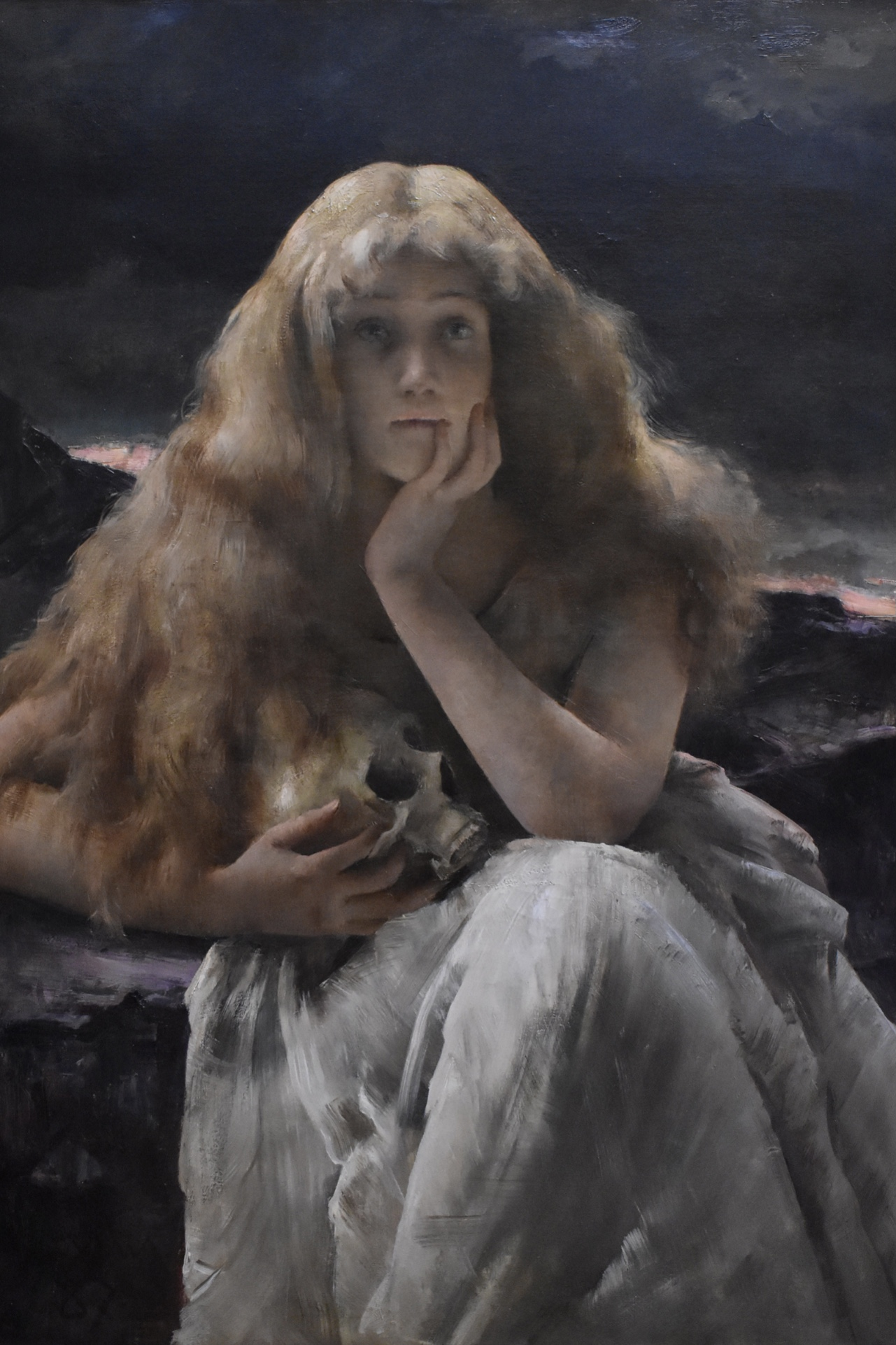
Maria Magdalena (1887), aangekocht door het MSK Gent in 2001

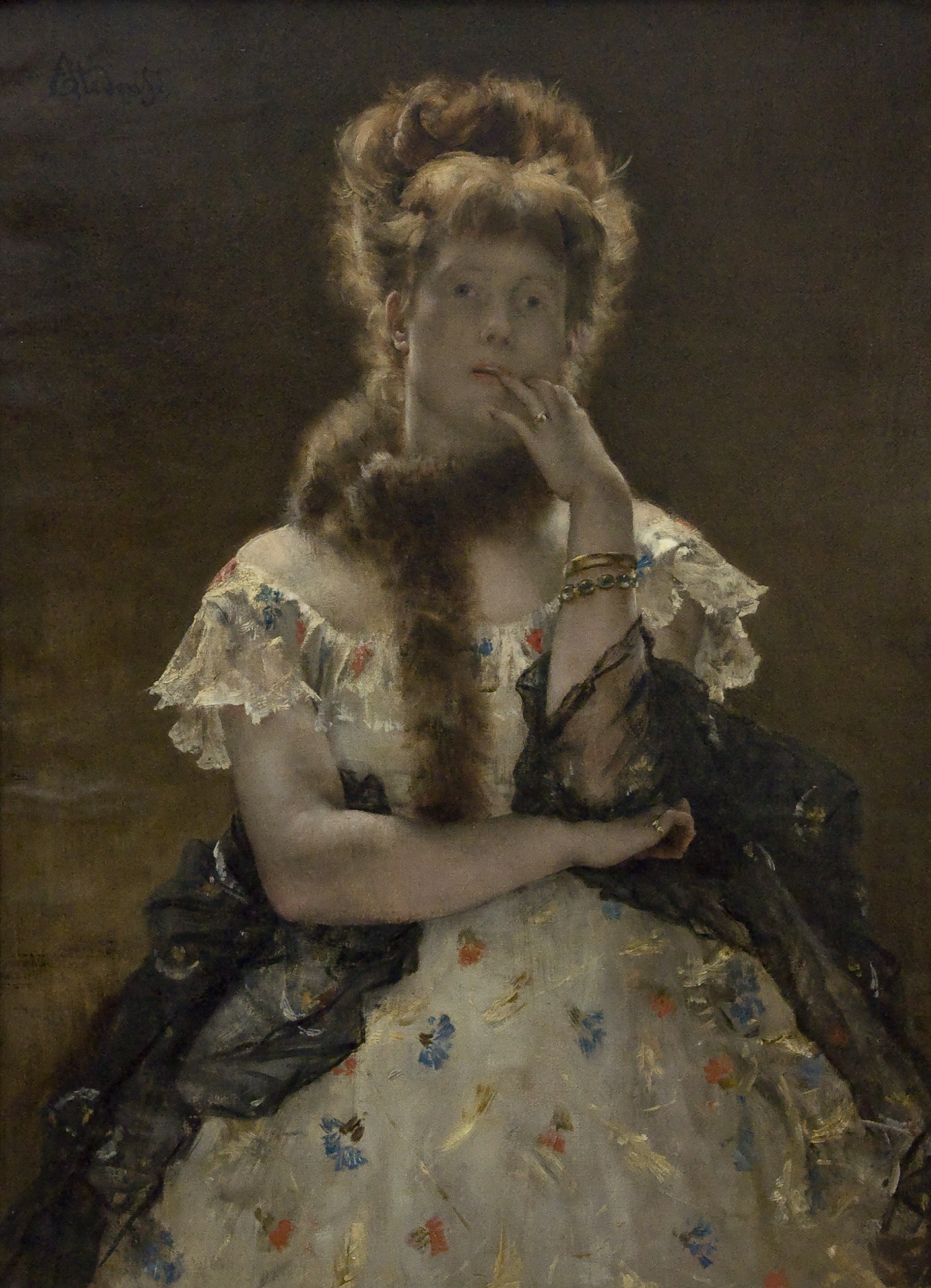
De Parijse sfinks (1867) in het Koninklijk Museum voor Schone Kunsten (Antwerpen)

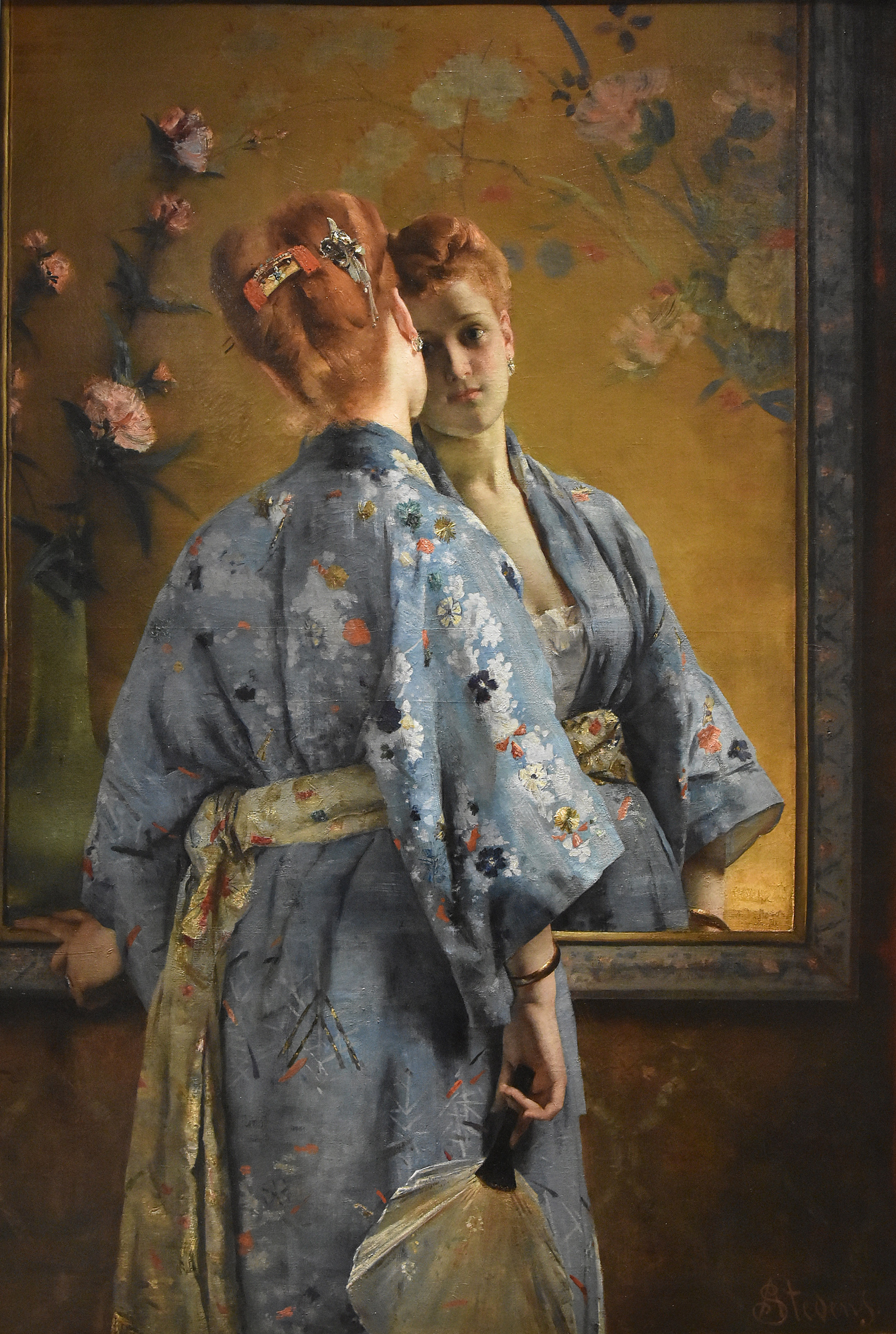
La Parisienne japonaise in La Boverie

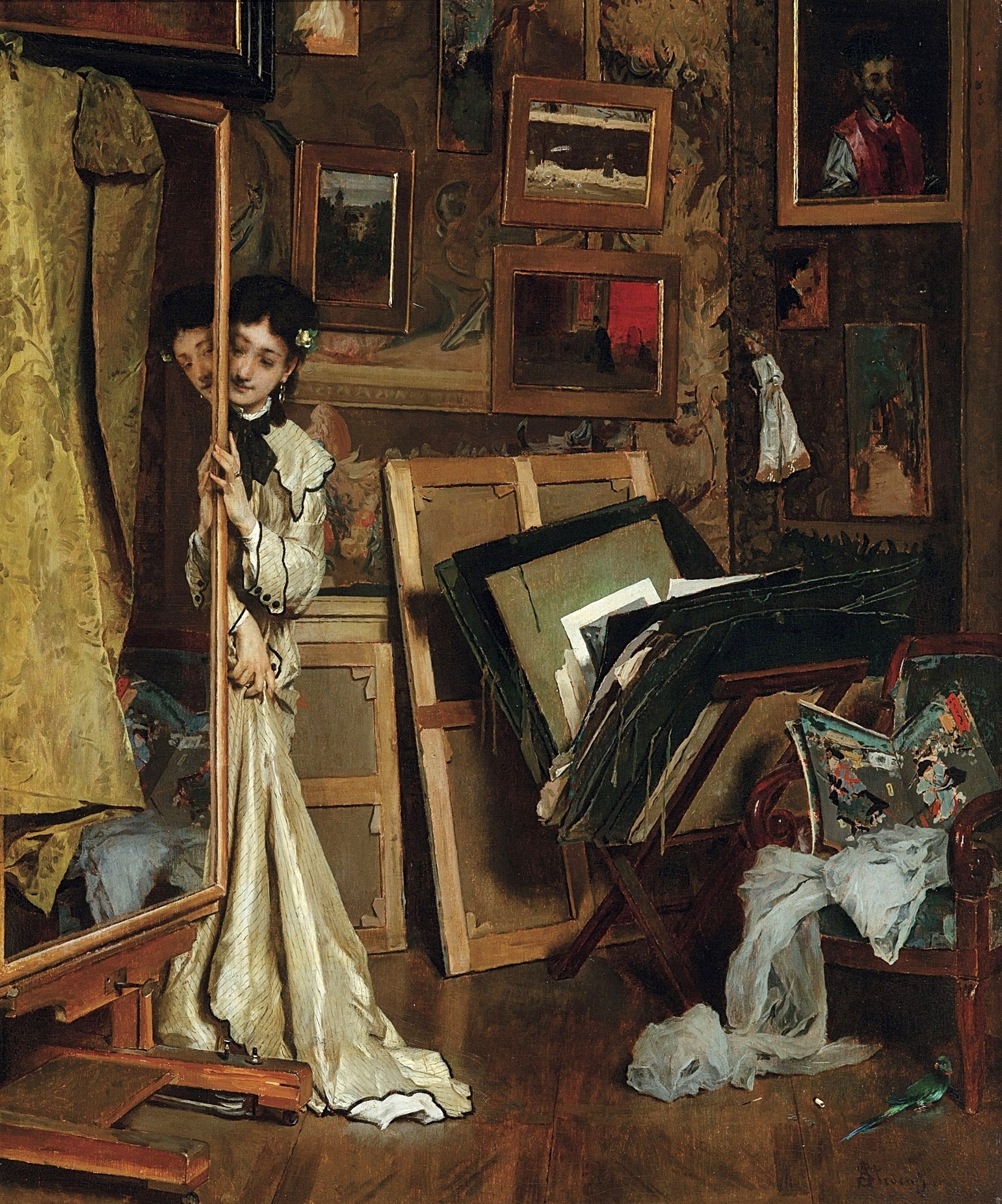
La Psyché (Mon atelier) (circa 1870)

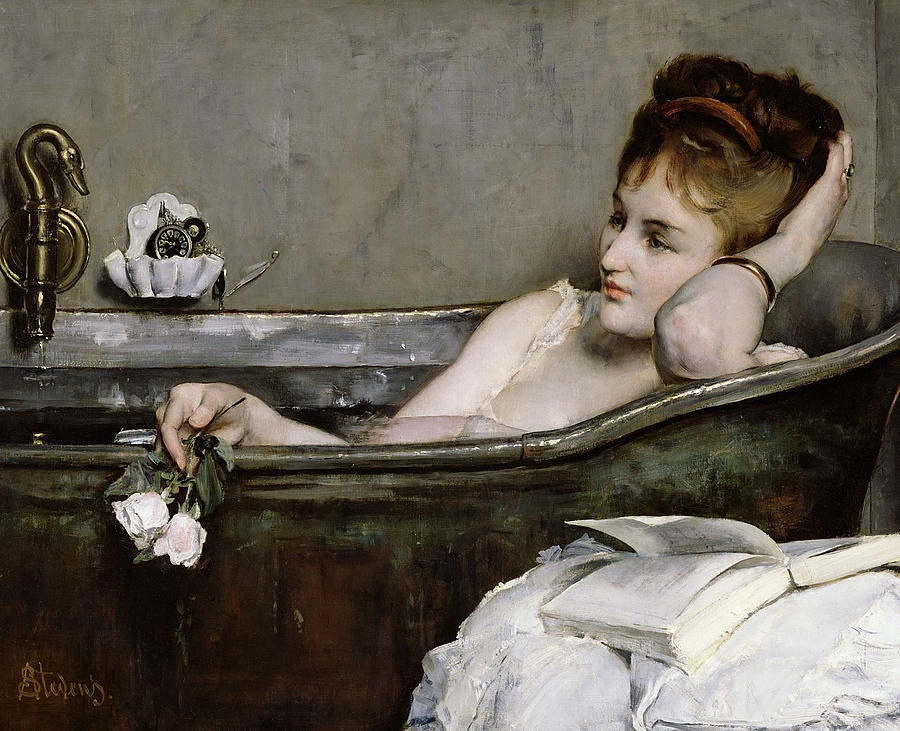
Le Bain (circa 1873-1874) Musée d'Orsay

Alfred Emile Leopold Stevens (Brussel, 11 mei 1823 – Parijs, 24 augustus 1906) was een Belgisch portret- en genreschilder, die in hoofdzaak werkzaam was in Parijs gedurende het Tweede Franse Keizerrijk, vanaf het midden van de 19e eeuw.

## Achtergrond
Zijn vader was Jean François Léopold Stevens (1791-1837), zoon van Willem Jan Stevens, vrederechter te Puurs en militair die aan de oorlog op het Iberische schiereiland had deelgenomen en aide-de-camp was geweest van de Nederlandse koning Willem I tijdens de Slag bij Waterloo. Zijn vader was een kunstliefhebber en een van de eerste verzamelaars van schilderijen van Théodore Géricault en Eugène Delacroix.
Zijn moeder was Cathérine Victoire Dufoy, dochter van de eigenaar van het Café de l'Amitié op het Koningsplein te Brussel, een hoofdstedelijke drankgelegenheid van hoge standing, waar tal van prominenten uit de diverse maatschappelijke geledingen over de vloer kwamen.
Zijn beide broers, Joseph Stevens (1816-92) en Arthur Stevens (1825-90), maakten ook een belangrijke carrière in de kunst, Joseph als kunstschilder, Arthur als kunsthandelaar. Er was ook nog een zus Juliette (1818-1835).
Toen hij veertien was overleed zijn vader. De vier kinderen werden dan voornamelijk door de grootouders Dufoy opgevoed. Moeder Stevens hertrouwde in 1841 met een zekere Deleutre. De Franse kunstschilder Camille Roqueplan (1803-1855), een vriend des huizes, was getuige bij dit huwelijk. Ze woonde later ook in Parijs.
Stevens huwde in 1858 te Parijs met Marie Blanc, een kleindochter van generaal Aron Sausset, infanteriegeneraal onder Napoleon. De kunstschilders Eugène Delacroix, Florent Willems, de schrijver Alexandre Dumas "fils" en de beeldhouwer Paul-Armand Bayard de La Vingtrie waren getuigen bij dit huwelijk, waaruit vier kinderen voortkwamen: Léopold (1861-1935; werd ook kunstschilder), Cathérine (kunstschilder, Edgar Degas was haar peter), Jean en Pierre.
Stevens overleed op 83-jarige leeftijd.

## Opleiding
Niet alleen de artistieke sfeer bij de grootouders thuis, maar ook de studie van zijn oudere broer Joseph, die volop aan zijn artistieke opleiding toe was, zullen de beroepskeuze van de adolescent mede bepaald hebben.
Stevens werd van 1840 tot 1844 opgeleid door François-Joseph Navez (1787-1869), een leerling van David en op dat ogenblik een van de meest vooraanstaande kunstschilders van het land. Die opleiding was streng en vooral op het tekenen gericht.
Van 1844 tot 1849 studeerde Stevens te Parijs bij de romanticus Camille. Roqueplan. Stevens' oudere broer Joseph was toen ook reeds te Parijs zijn carrière als dierenschilder aan het uitbouwen. Toen Roqueplan tijdelijk Parijs verliet om te herstellen van een ziekte, profiteerde Stevens ervan om aan de École des Beaux Arts de lessen van onder meer de oude J. Ingres te gaan volgen.
Stevens deelde zijn verblijf in Parijs met Florent Willems, een Belgisch kunstschilder, die een blitzcarrière maakte met technisch-virtuoze interieurschilderingen in de trant van de Oudhollandse meesters, waarbij hij speciaal grote zorg besteedde aan de textuurweergave. Men noemde hem de "nieuwe Terborch". Parijs was in die jaren een echte magneet voor Belgische kunstenaars: Gustaaf Wappers, een van de groten uit onze nationale romantische schilderkunst, was er gaan wonen; daar leefden ook Jan van Beers, Gustave Vanaise (die er veel contacten had met Stevens), de historieschilder Edouard Hamman, later ook Georges Croegaert, die zich specialiseerde in haremtaferelen en interieurs met hoge geestelijken.

## Debuut
In 1847 was hij te zien in de Tentoonstelling van Levende Meesters in Den Haag: met "Voorlezing uit de bijbel".
Bij het overlijden van grootmoeder Dufoy in 1849 keerde Stevens naar Brussel terug. Hij woonde er in de Liefdadigheidstraat. Uit dat jaar dateren zijn eerste bekende schilderijen: "Jongeman die een anatomiebeeld natekent" (Brussel, privé-verz.) en "De vergiffenis" (Sint-Petersburg, Hermitage). In het eerstgenoemde schilderij hebben verschillende auteurs een reminiscentie van Stevens' studietijd bij Navez willen zien. In 1851 was hij in het Brusselse Salon met vier schilderijen die nog tot het historische genre behoorden, onder andere "Liefde voor het goud" en "Soldaat van de Hugenoten" (Hamburg, Kunsthalle). Dezelfde werken wellicht waren te zien in de Levende Meesters 1851 in Den Haag, maar dan onder de benamingen "Geldzucht" en "Een krijgsknecht der Hugenoten".
In 1852 keerde Stevens naar Parijs terug. Hij verbroederde er met een grote groep kunstenaars die tot de vriendenkring van zijn broer Joseph behoorden, de zogenaamde "Groep van het Restaurant du Havre" waaronder Théodore Rousseau, Eugène Isabey en Thomas Couture. Er bestonden ook contacten met Johan Barthold Jongkind, die toen een moeilijke tijd doormaakte, en nog steeds met Florent Willems.
De Salon van 1853 te Parijs aanvaardde drie werken van Stevens: een ervan, "De morgen van Aswoensdag", werd door de Franse Staat aangekocht voor het Museum te Marseille. Hij werd er onderscheiden met een medaille derde klasse. In de Salon van Brussel van 1854 stelde hij "Siësta" en "De muziekles" ten toon. In "Rêverie" uit dat jaar zijn voor het eerst de typische Stevens-stijl en thematiek - moderne vrouwen uit de betere klasse - te zien. Maar het was met het doek "Chez soi" dat Stevens tijdens de Antwerpse Salon van 1854 dit genre definitief entameerde.

## Doorbraak
Op de wereldtentoonstelling van 1855 in Parijs was Stevens met zes schilderijen vertegenwoordigd. Een van de werken was "Ce qu'on apelle le vagabondage", ook genoemd "Les soldats de Vincennes" (ca. 1854; Musée d'Orsay), dat een medaille tweede klasse won. Een "vagabonde" met haar kindjes wordt door soldaten meegevoerd in een besneeuwde straat, terwijl een vrouw uit de betere klasse haar een aalmoes toestopt. Het thema en de realistische behandeling waren voor die tijd zeer modern en gedurfd en lokten een rel uit, daar de ordediensten er in een slecht daglicht gesteld werden. Het werk leverde Stevens - kortstondig - de sympathie van linkse politieke activisten op. Dit werk trok de aandacht van Napoleon III. Het zette hem aan om de manier te herzien waarop het leger landlopers arresteert. Maar die maatregelen dienden in de eerste plaats om het imago van het leger op te poetsen en niet zozeer het lot van de landlopers te verbeteren. Niets in dat schilderij laat vermoeden dat Stevens op het punt stond definitief vaarwel te zeggen aan de historische en sociaal-kritische genres.
In "De kunstenaar in zijn atelier" uit 1855 (Baltimore, Walters Art Museum) behandelde hij wellicht voor het eerst het thema van het atelier-interieur, dat hij vaak weer zou opnemen. Het was met het thema van de beter gesitueerde Parisienne in schitterende kledij, alleen of met vriendinnen, geplaatst in het decor van een verblindend-luxueus, met kunstvoorwerpen overladen burgersalon, dat hij furore maakte. Hier worden taferelen uit het dagelijkse, maar vooral eigentijdse leven van een bevoorrechte klasse weergegeven. Het gaat om romance, intrige, liefde, goede of slechte nieuwsmare, rijkdom en armoede, atelierleven, societyleven in de burgersalons.
Stevens' eerste grote verkoop betrof het doek "La consolation", dat hij in 1857 aan de Berlijnse verzamelaar Ravené verkocht voor 6000 frs.  De jury van het Parijse Salon 1861 had het nog moeilijk met zijn stijl en thematiek: die waren verre van algemeen aanvaard door de kunstenaars die lid waren van de toelatingscommissie. De jury stond anderzijds in bewondering voor Stevens' stijl en technisch kunnen. Joseph-Nicolas Robert-Fleury, lid van de Académie des Beaux-Arts werd naar de kunstenaar gestuurd om hem op diplomatische wijze mee te delen dat een bekroning met een medaille niet kon en waarom niet. Hierop zou Stevens de beroemde, vaak geciteerde woorden uitgesproken hebben: "Houden jullie maar de medaille, dan zal ik mijn stijl behouden".
Twee jaar later bleek Stevens' genre in die mate aanvaard, dat een onderscheiding in 1863 tot ridder in het Legioen van Eer mogelijk was.

## Gevestigde waarde

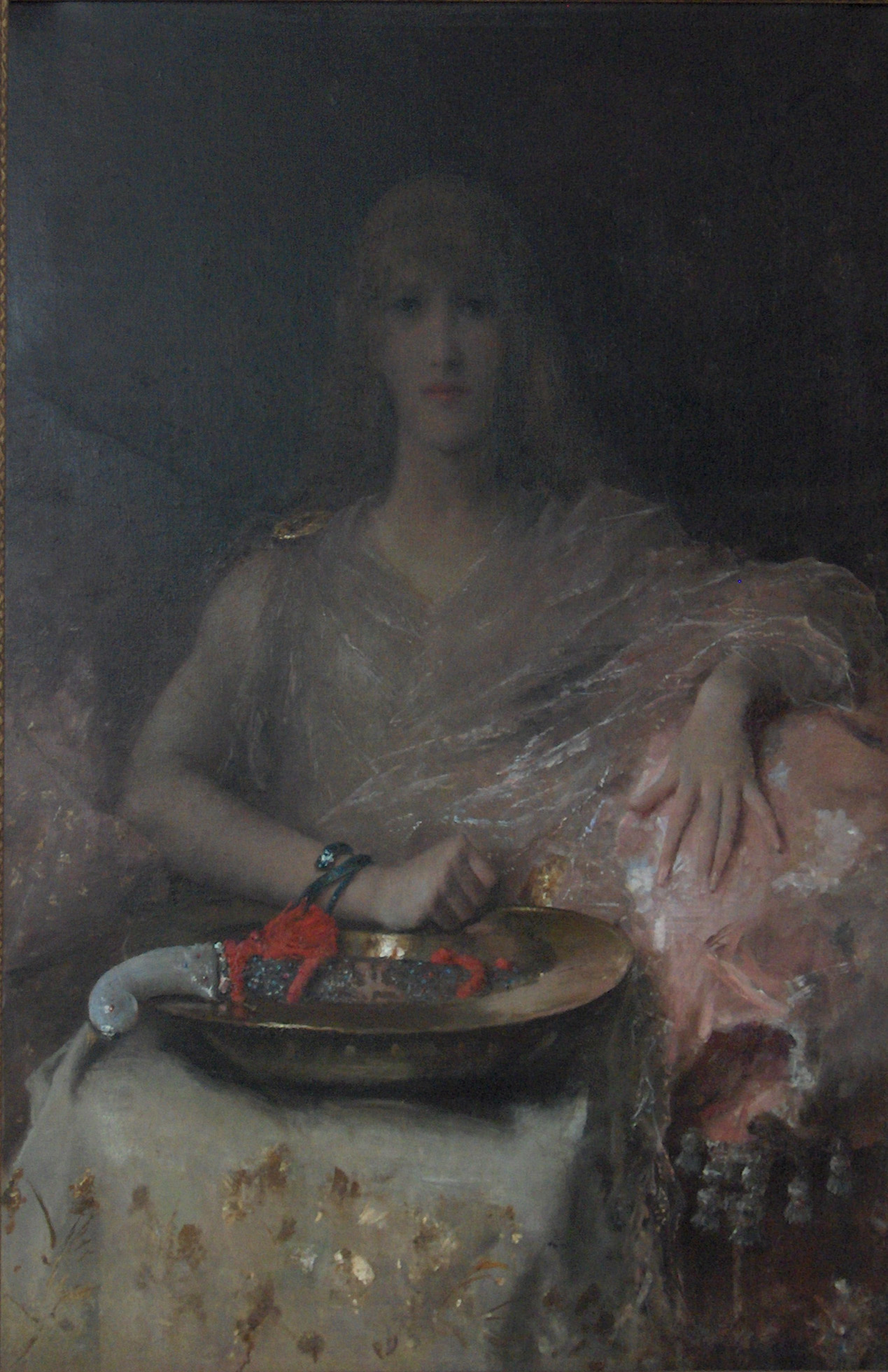
Salomé (1888)
Koninklijke Musea voor Schone Kunsten van België, Brussel

In die jaren zestig werd Stevens een 'persoonlijkheid' in de Parijse wereld van kunst en literatuur. Hij was beminnelijk, intelligent en had gevoel voor humor. Hij kwam geregeld in het café Guerbois, waar vernieuwende kunstenaars - de latere impressionisten - vergaderden. Hij was goed bevriend met Édouard Manet en zijn kring, met schilders als Berthe Morisot, J.B. Jongkind, James Whistler, Pierre Puvis de Chavannes, Edgar Degas en Jean-Louis-Ernest Meissonier. Ze bezochten dezelfde salons en kwamen in elkaars huis. Het is bekend dat de debuterende Degas technische kennis bij Stevens opstak. De Parijse sfinks (zie afbeelding) behoort intussen tot de topstukken in Vlaanderen. De National Gallery te Dublin bewaart een “Portret van een jonge vrouw” uit 1868 met een opdracht aan Manet bij de signatuur. In 1871 overtuigde Stevens de kunsthandelaar Durand-Ruel om werken van Manet te kopen. Kunstcritici als Th. Gautier, Ch. Baudelaire en E. Thoré-Burger schatten hem zeer hoog. Ook in de kringen van moderne schrijvers had hij heel wat vrienden, bijvoorbeeld Alexandre Dumas jr.
Een eerste echte bekroning en hoogtepunt in Stevens' carrière was zijn deelname aan de Wereldtentoonstelling van 1867 te Parijs, waar hij een ensemble van achttien schilderijen mocht presenteren. Hij won een medaille eerste klasse en werd uitgenodigd op een bal aan het Keizerlijke Hof in het Paleis der Tuilerieën. Eregasten waren de Pruisische koning Wilhelm en Bismarck. Stevens promoveerde tot officier in het Légion d'Honneur. Weldra was hij een geregeld geziene gast in de salons van prinses Mathilde, dochter van Jerôme Bonaparte. Hij verdiende, volgens een brief van mevrouw Berthe Morisot, ongeveer 100 000 Franse frank in dat jaar. Dit was een doorn in het oog van zijn impressionistische vrienden, die zichzelf meer begaafd achtten dan Stevens.
Hij hield er een luxueuze levensstijl op na. Hij verzamelde kostbare antiquiteiten, schilderijen van oude meesters en van tijdgenoten. Hij bezat de toen modieuze Japanse prenten (japonaiseries); deze trendy verzamelwoede deelde hij met onder andere F. Bracquemond, J. Whistler, Émile Zola en E. Manet. Verschillende van zijn collectiestukken keren terug als accessoires in zijn schilderijen. Vandaar dat identieke objecten, zoals kimono's, parasols, waaiers en kamerschermen, terugkeren in verschillende schilderijen.
Stevens verhuisde verscheidene keren, steeds naar luxueuzere panden: Rue de Laval 33 (ca. 1853), Rue de Laval 9 (ca. 1855), Rue de Bruxelles (ca. 1860), Rue Taitbout 18 (ca. 1861). In het atelier van dit laatste huis schilderde Manet in 1862 de Mariano Camprubi dansgroep. Dit schilderij bevindt zich nu in de Phillips Collection, Washington
Maar het huis aan de Rue des Martyrs 75 nabij de Place Pigalle, waar hij in de jaren ca. 1875-80 woonde, was het toppunt. De onwaarschijnlijk luxueuze salon van deze woning beeldde Stevens af in het schilderij In het "Salon van de kunstenaar" uit 1880 (eertijds verz. W.K. Vanderbilt). Het is zeker een hoogtepunt in zijn oeuvre. Er was ook een modieus Chinees boudoir, te zien op "Klaar voor het verklede kinderbal" (1879; privé-verz.). Er was een grote Engelse tuin, waar veel kunstenaars, onder anderen Manet, kwamen schilderen en waar Stevens' “Partijtje croquet” (Frankfort, Städel) heeft plaatsgehad. Stevens staat daar ook afgebeeld (rechts) naast een van zijn vaste modellen, Alice Lecouve. Zijn weelderige woon- en leefstijl kan als een voorafspiegeling gezien worden van het fin de siècle-overraffinement in de literatuur (vgl. Joris-Karl Huysmans) en in de esthetische ideeën van de dandy Robert de Montesquiou en de schilder Paul Helleu.
Stevens was eveneens bevriend met Frédéric Bazille (1841-1870). Ze traden in 1869 tezamen op in een toneelstuk Ruy Blas van Victor Hugo en bezochten ook gezamenlijk de opera van Parijs.. Hij maakte rond deze periode kennis met de Nederlandse impressionistische schilder Jacob Maris, die in 1865 naar Parijs was gekomen.
Tijdens de Frans-Duitse Oorlog bleef Stevens te Parijs wonen. Na de oorlog werd hij door enkele vooraanstaande Amerikaanse verzamelaars ontdekt, met name William Henry Vanderbilt en William Kissam Vanderbilt. Vanderbilt jr. had ooit het atelier van Stevens bezocht. In 1879 repertorieerde E. Strahan in zijn “Art Treasures of America” werk van Stevens in de collecties van A.T. Stewart (New York), H. Gibson (Philadelphia), W. Walters (Baltimore), A. Belmont (New York), C. Lorillard Wolfe (New York), T.A. Havemeyer (New York), R.L. Cutting (New York), W.P. Wilstach (Philadelphia), R. Hoe (New York) en Mrs. Paran Stevens (New York). Het was het kruim van de Amerikaanse kapitaalkrachtigen van toen.
Stevens' sociale leven gedurende de periode na het Second Empire speelde zich grotendeels af rond de cafés Riche en Tortoni, waar hij vriendschappelijk omging met A. Scholl, A. Wolff, prins Lubomirski, E. Manet en Jacques Offenbach. Sociaal leven was eigenlijk altijd een noodzaak voor hem; het inspireerde zijn werk. Zijn werk en roem verschaften hem toegang tot de hoogste kringen; er vond een soort permanente kruisbestuiving plaats. Toch stond er op de eerste plaats een strikt schema van schilderen in het atelier op het dagelijkse programma. In 1874 bestelde koning Leopold II een reeks van vier schilderijen met voorstellingen van mondaine vrouwen, die tegelijk de vier jaargetijden symboliseren. Deze waren in 1876 voltooid. De Henegouwse industrieel A. Waroqué bestelde een replica ervan.

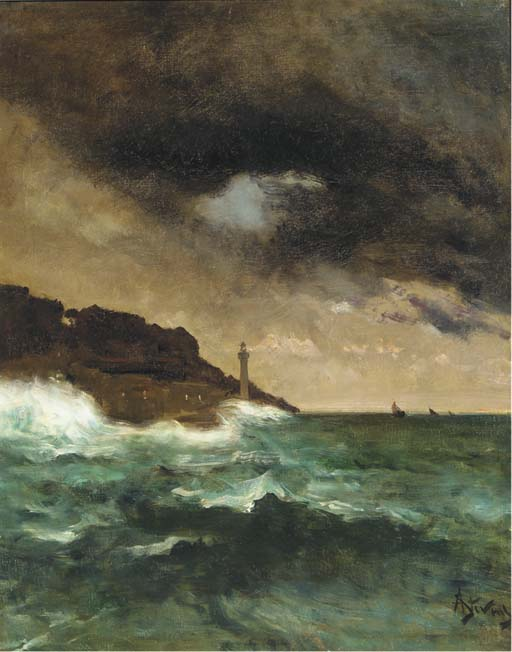
Vuurtoren bij het vallen van de avond

In 1877 was hij nog eenmaal in de tentoonstellingen van "Levende Meesters", die van Amsterdam met Het atelier.
In 1878 promoveerde Stevens tot commandeur in het Légion d'honneur. In 1880 werd hij onteigend ten gevolge van de urbanisatie van de stad. Hij was daar erg van onder de indruk. Dat de straat die door zijn vroegere huis loopt, zijn naam kreeg, was een magere troost. Zijn nieuwe adres werd Rue de Calais.
In 1880 begon zijn gezondheid te verzwakken door een luchtpijpaandoening. Zijn arts schreef hem lange verblijven aan zee voor. Hij trok regelmatig naar Sainte-Adresse (Normandië), later meer naar Zuid-Frankrijk en schilderde er talrijke marines en (tuin)landschappen. Vaak schilderde hij die met de bedoeling er later in zijn Parijse atelier figuren aan toe te voegen. Er ontstonden ook snelle olieverfschetsen van de zee en de kust onder wisselende klimaatomstandigheden, die een groot succes hadden. Kunsthandelaar G. Petit nam Stevens voor 50 000 frs. jaarlijks onder contract voor zijn hele productie in dat genre. Vaak wordt met de periode na 1870 - de Franse-Duitse oorlog - en met zijn ziekte een zekere kwaliteitsvermindering in zijn werk in verband gebracht. Heel wat werken uit de jaren tachtig bewijzen het tegenovergestelde. Het is een feit dat in vergelijking met zijn vroeger werk veel werken uit die jaren en zeker uit de jaren negentig een indruk van slordig haastwerk nalaten. Dat kan als een bewustere lossere penseelvoering onder invloed van het impressionisme geïnterpreteerd worden.

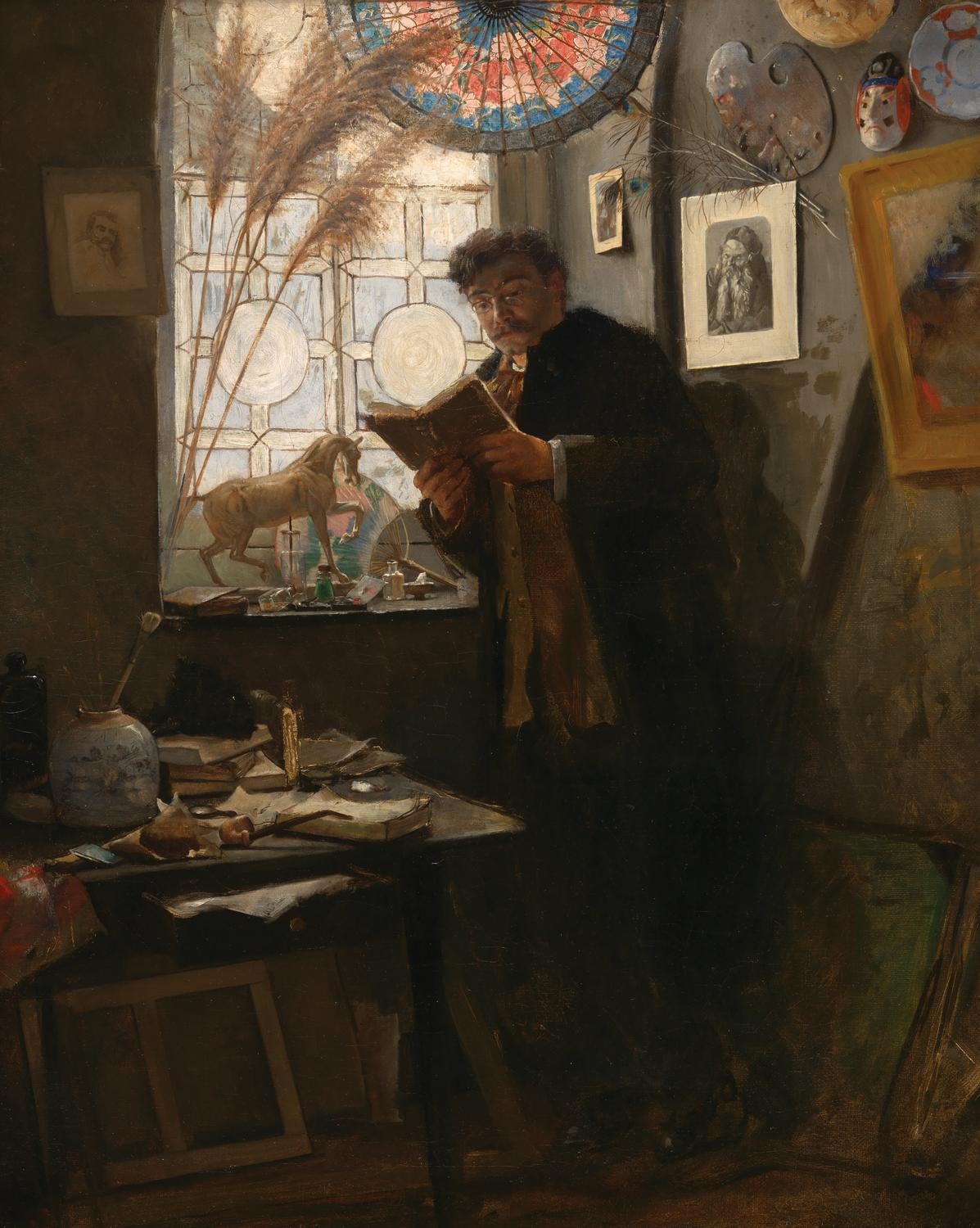
Camille Lemonnier in het atelier van de kunstenaar, geschilderd door Alfred Stevens

Ook maakte Stevens nu werken met een meer letterkundige of symbolische geladenheid. Vroeg in de jaren zeventig raakte Stevens bevriend met de actrice Sarah Bernhardt. Hij heeft haar diverse keren geportretteerd, soms in een van haar toneelrollen. Bij de openbare verkoop van haar bezittingen in 1923 werd werk van Stevens geveild. Het is meer dan waarschijnlijk dat Stevens en Bernhardt op een bepaald ogenblik minnaars waren. Lemonnier suggereert dat in zijn monografie en uit de briefwisseling tussen Stevens en Bernhardt, die in de familie bewaard werd, kan men hetzelfde opmaken. Bernhardt bracht op zekere dag de prins van Wales - een van haar hooggeplaatste bewonderaars - mee naar Stevens' atelier, evenals de excentrieke, aristocratische estheet Robert de Montesquiou. Stevens' zoon Jean vergezelde Bernhardt op haar Zuid-Amerikaanse tournee in 1886.
In de jaren zeventig was Stevens begonnen met een privé-lesatelier voor gegoede leerlingen. Het was gelegen aan de Avenue Frochot en werd vooral door dames bezocht: de beroemdste onder hen S. Bernhardt zelf, maar ook Camille Prevost (de dochter van C. Rocqueplan), Clémence Roth, Louise Desbordes, Pauline Cuno, Marie Beck en de Belgische schilderessen Georgette Meunier, Alix d'Anethan, Berthe Art en Louise Dehem. Er waren ook nogal wat Britse en Amerikaanse gegadigden naast enkele mannen zoals Henri Gervex, Pierre Carrier-Belleuse, G. de Saint Cyr.
Heel wat van zijn lescommentaren bundelde Stevens in het boek "Impressions sur la peinture" (1886, opgedragen aan kunstschilder Camille Corot). Dit boek verkreeg een grote weerklank en kort daarna verschenen Engelse en Amerikaanse edities. Hierin reageert hij op de hoogdravendheid van het Romantisme. Hij deed afstand van de onderwerpen die hij had behandeld bij zijn debuut, zoals "Un soldat regrettant sa patrie".
Eind april 1883 stierf E. Manet. Bij de begrafenis op 3 mei was Stevens een van de "slippendragers" samen met Zola, Proust, Duret, Fantin-Latour en Monet.
Met Henri Gervex en een hele ploeg assistenten schilderde Stevens in 1888-89 voor de Parijse wereldtentoonstelling van 1889 het “Panorama du Siècle”. Het werk van 120 bij 20 meter, een soort pantheon van 641 beroemde mannen en vrouwen uit de periode 1789-1889, hing in een speciaal gebouwd paviljoen in de Tuileriën. Gervex en Stevens hadden het geheel geconcipieerd en hielpen bij het uitschetsen op ware grootte. De uitvoering gebeurde door een hele ploeg (de gebroeders Picard, Dupray, Sinibaldi, Gilbert, Mathey, Cugnet, Bailly, Guignery en Stevens' zoon Léopold). Gervex werkte intens mee aan het fragment over de periode-Louis XVI, terwijl Stevens aan het deel over het Second Empire werkte. Dit panorama werd later getoond op de wereldtentoonstellingen van Chicago (1893), St. Louis (1904), Brussel (1897), Barcelona (1888) en Parijs (1900). Het werd daarna verknipt en proportioneel verdeeld onder de toenmalige aandeelhouders van de panoramaonderneming. Het fragment over Napoleon siert nu een trapzaal in het Gemeentehuis van Sint-Gillis/Brussel; het fragment met beroemde geneesheren (onder anderen Pasteur) siert een kraaminrichting eveneens te Sint-Gillis; het fragment met enkele musici en schrijvers geschaard rond Sarah Bernhardt berust in het Ringling Museum of Art te Sarasota (V.S.A.); het stuk rechts daarvan met schrijvers en schilders bevindt zich in het K.M.S.K. te Brussel. Stevens maakte achteraf vier schilderijen van 300 x 50 cm, die schetsmatig het gehele panorama weergeven.
De druk van bewonderaars op Stevens om portretten te schilderen op bestelling was enorm. Toch hield hij zo veel mogelijk deze boot af om zich aan zijn geliefkoosde genre te wijden. De vroege jaren negentig waren op het persoonlijke vlak hard voor Stevens. Zijn jongere broer Arthur stierf in 1890, zijn vrouw Marie overleed op 3 februari 1891 en zijn oudere broer Joseph in 1892. Een steun had hij in de affectie voor zijn kinderen. Toen hij in 1893-94 voor langere tijd in Zuid-Frankrijk verbleef, schreef hij hen elke dag. Met zijn carrière bleef het uitstekend gaan: veertien schilderijen in het Salon du Champ de Mars 1891 en zestien in dat van 1892.
In 1895 keerde Stevens naar Brussel terug en hij dacht eraan om zich opnieuw in zijn geboortestad te vestigen. Hij hield dat jaar een tentoonstelling in La Maison d'Art. Hij solliciteerde - tevergeefs - naar de betrekking van directeur van de Academie, die sedert het overlijden van Jean-François Portaels vacant was.
In 1896 keerde Stevens naar Parijs terug. In 1899 deed hij een ongelukkige val, liep een beenbreuk op die niet genas en was van dan af aan een rolstoel gekluisterd. In 1900 kreeg hij een overzichtstentoonstelling in de École des Beaux-Arts te Parijs. In het inrichtende comité zaten de schilders Jean-Léon Gérôme, W. Bouguereau, E.A. Carolus-Duran en L. Bonnat. Stevens was de eerste nog in leven zijnde meester die zulk een eer te beurt viel. Er werden 205 schilderijen tentoongesteld. Op de Exposition Universelle te Parijs in hetzelfde jaar was hij met vier werken vertegenwoordigd. Een andere vorm van bijzonder eerbetoon was een ensemble van 31 schilderijen dat opgenomen werd in de "Exposition rétrospective de l'art belge" te Brussel: ook hier was hij de enige levende kunstenaar die op de tentoonstelling vertegenwoordigd was.
De laatste jaren van zijn leven leerde Stevens de keerzijde van de medaille kennen: hij had in zijn lange carrière veel verdiend, maar ook veel uitgegeven, zonder echt aan zijn oude dag te denken. Bovendien was er zijn fysieke handicap. Zijn laatste verblijfplaats, Avenue Trudaine, nabij de Place d'Anvers, kon helemaal niet meer de vergelijking doorstaan met de schittering van zijn vroegere woningen.

## Beschrijving en stijl
Stevens tekende zijn figuren zeer precies met gevulde verfstroken in heldere, soms stralende, kleuren. Al was hij een vriend van de Impressionisten, in het bijzonder Manet en Morisot, toch wordt hij niet beschouwd als een impressionist.
Hij schilderde zijn omgeving op realistische wijze, maar vanuit een mondain standpunt. De plaats van handeling van Stevens' werken is meestal een rijk, verfijnd burgerinterieur, waarvoor zijn eigen huis of dat van kennissen model stond. Een veel gebruikte truc in het decor is dat van de halfopen deur die andere, even luxueuze salons doet vermoeden, of het hondje dat zijn meesteres begeleidt en door zijn expressie als het ware "commentaar" geeft op haar gemoedsgesteldheid. Ook maakt hij gebruik van reflecties in spiegels en het gebruik van ongewone beeldhoeken. De decors van zijn schilderijen zijn doorgaans gestoffeerd met kostbare objecten uit zijn eigen verzameling of geleend van vrienden. Ook de luxueuze vrouwenkleding kreeg hij vaak van vooraanstaande dames, bijvoorbeeld van prinses Mathilde en prinses de Metternich in leen, om ze in zijn schilderijen te verwerken.

## Invloed
Kunstenaars als James Tissot (1836-1902), James Abbott McNeill Whistler (1834-1903), William Merritt Chase (1849-1916) en John Singer Sargent (1856-1925) zijn tot op een zekere hoogte schatplichtig aan hem. Ook in de Verenigde Staten kende Stevens een grote uitstraling bij jonge schilders, met name te Boston en te New York. De Duitser O. Grundham, die te Antwerpen bij Hendrik Leys was opgeleid, was in 1876 als directeur van de Academie naar Boston gekomen. Deze onvoorwaardelijke bewonderaar van Stevens introduceerde diens stijl en genre bij zijn studenten. Onder de Bostonse navolgers van Stevens vallen William McGregor Paxton (1869-1941), Robert Lewis Reid (1862-1929), Edmund Charles Tarbell (1862-1938), Joseph DeCamp (1858-1923), Frank Weston Benson (1862-1951) en Dennis Miller Bunker (1861-1890).In New York zijn William Merritt Chase (1849-1916) (die zelf twaalf werken van Stevens bezat) en Kenyon Cox (1856-1919) te vermelden. Via hun lesopdrachten beïnvloedden zij op hun beurt anderen met de stijl van Stevens.
In Frankrijk schilderden Louise Abbema (1853-1927) en Jules-Émile Saintin (1829-1894) in de geest van Stevens, in Hongarije deed dit Bertalan de Karlovsky (1835-1910).
Ook enkele Belgische kunstenaars werkten in de trant van Stevens, zoals Louis-Charles Verwee (1832- 1882) en Gustave Léonard de Jonghe (1829-1893). Ook David Emile Joseph de Noter (1818-1892) behandelde het thema van de eigentijdse burgerdame in een interieur, maar op een meer romantische wijze en in traditionele schildertechniek.
Ten tijde van Stevens waren er in Brussel vijf genreschilders met dezelfde familienaam actief: Aimé Oscar Stevens (Schaarbeek, 1879-1951; leraar aan de Brusselse Academie); Agapit Stevens (werkjaren ca. 1880-1900); Alphonse Stevens (° 1858); Gustave Max Stevens (1871-1946) en Jean Daniël Stevens. Kopers dienen uit te kijken bij aankoop van "een Stevens" omdat werk van deze schilders soms als van Alfred Stevens wordt gepresenteerd. Er bestaat soms verwarring tussen Alfred Stevens en zijn Britse naamgenoot Alfred Stevens (1817-1875), die beeldhouwer was.
Zoals vele eigentijdse schilders maakte Stevens eigenhandig replica's van succesvolle werken, bijvoorbeeld "Palmzondag", "Indië te Parijs", de suite der "Vier jaargetijden"...
Wat de handel in zijn werken betreft, moeten vooral de namen van kunsthandelaar Petit, van Henry Le Roy et Fils, Hofbergstraat 83 te Brussel, van Gustave Coûteaux eveneens te Brussel, en vooral die van Stevens' jongere broer Arthur, eerst te Parijs, later te Brussel, vermeld worden.

## Iconografie
Een portret van Stevens door Gustave Courbet berust in de K.M.S.K. te Brussel; een portret door E. Chalins staat afgedrukt in de Gazette des Beaux-Arts van 1900. Portretfoto's berusten in het archief van de Britse kunsthandel P. Mitchell te Londen.

## Postzegel
- Emissie van de Belgische Posterijen in 1992.

## Musea en openbare verzamelingen
- Amsterdam, Rijksmuseum
- Amsterdam, Van Gogh Museum

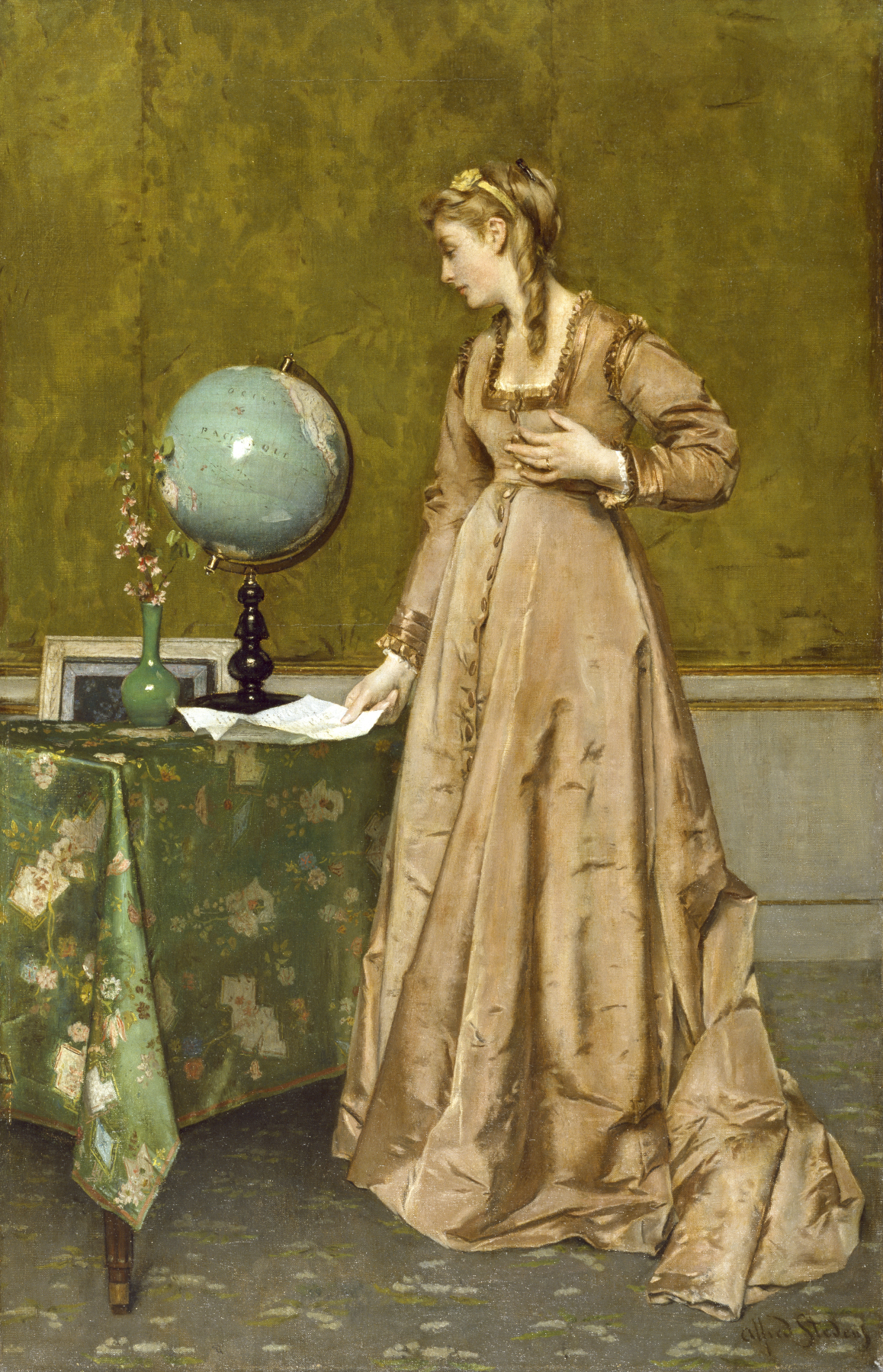
News from Afar (1860)
(Tentoonstelling: "Salute to Belgium", 1980 in het Walters Art Museum

- Ann Arbor, University of Michigan Museum of Art
- Antwerpen, Koninklijk Museum voor Schone Kunsten Antwerpen (K.M.S.A.)
- Baltimore, Baltimore Museum of Art; Walters Art Museum
- Boedapest, Museum voor Schone Kunsten
- Boston, Museum of Fine Arts
- Bristol, Bristol City Museum and Art Gallery
- Brussel, Belfius Collectie
- Brussel, Koninklijke Musea voor Schone Kunsten van België (K.M.S.K.B.)
- Brussel, Museum Hotel Charlier
- Brussel, Koninklijke Verzameling
- Brussel/Ter Hulpen, Verzameling Solvay
- Cambridge, Fitzwilliam Museum
- Cardiff, National Museum Cardiff
- Chicago (U.S.A.), Art Institute of Chicago
- Cincinnati (U.S.A.), Art Museum
- Compiègne, Musée national du château de Compiègne
- Dallas, Dallas Museum of Art
- Davenport (V.S.A.), Figge Art Museum
- Den Haag, Gemeentemuseum
- Dublin, National Gallery of Ireland
- Dumbarton Oaks (U.S.A.), Harvard University
- Duinkerke, Musée des beaux-arts de Dunkerque
- Elsene, Museum van Elsene
- Flint (U.S.A.), Flint Institute of Arts (FIA)
- Gent, Museum voor Schone Kunsten (M.S.K.)
- Hamburg, Hamburger Kunsthalle
- Keulen, Wallraf-Richartz-Museum
- Londen, National Gallery
- Los Angeles, Hammer Museum
- Louisville, Speed Art Museum
- Luik, Museum voor Schone Kunsten (BAL)
- Mariemont, Musée de Mariemont
- Marseille, Musée des beaux-arts
- Nancy, Musée des beaux-arts
- Nantes, Musée des beaux-arts
- New York, Metropolitan Museum of Art
- Oostende, Kunstmuseum aan Zee (voorheen Museum voor Schone Kunsten Oostende)
- Parijs, Musée du Louvre
- Philadelphia, Johnson P. Johnson Collection
- Providence (V.S.A.), Rhode Island School of Design
- Philadelphia, The Pennsylvania Academy of the Fine Arts; Philadelphia Museum of Art
- Pittsburg, Carnegie Museum of Art
- Rome, Museo Napoleonico: (Portret van Jerôme Bonaparte en van zijn dochter Mathilde)
- Sarasota, John and Mable Ringling Museum of Art
- St. Louis, Saint Louis Art Museum
- Sint-Petersburg, Hermitage
- Southampton, Southampton City Art Gallery
- Stockholm, Nationalmuseum
- Washington, National Gallery of Art (Chester Dale Collection)
- Williamstown (U.S.A.), Sterling and Francine Clark Art Institute
- Worcester (U.S.A.), Worcester Art Museum

Brieven aan/van Alfred Stevens worden bewaard in de Library of Congress (U.S.A.) en het Musée Royal te Mariemont.